# Cosmospora stilbospora
Cosmospora stilbospora är en svampart som tillhör divisionen sporsäcksvampar, och som först beskrevs av Louis René Tulasne och Charles Tulasne, och fick sitt nu gällande namn av Rossman och Gary Joseph Samuels. Cosmospora stilbospora ingår i släktet Cosmospora, och familjen Nectriaceae. Arten är reproducerande i Sverige.